# Wireless Bitmap
Wireless Application Protocol Bitmap Format (también conocido como Wireless Bitmap y a través de su extensión .wbmp)  es un formato de archivo de imágenes monocromo optimizadas para el uso en dispositivos móviles.
Las imágenes WBMP son monocromo (en blanco y negro) así que el tamaño de la imagen es mínimo. Un pixel negro se expresa mediante un 0 y uno blanco a través de un 1.
Para imágenes en color, WAP utiliza el formato Portable Network Graphics

## Formato de WBMP
| Campo nombre  | Campo tipo      | Tamaño (en bytes) | Objetivo |
| ------------- | --------------- | ----------------- | --- |
| Tipo          | uintvar         | variable          | Tipo de la imagen, 0 para mapas de bits monocromo. |
| Cabecera fija | byte            | 1                 | Reservada. Siempre 0. |
| Ancho         | uintvar         | variable          | Ancho de la imagen en píxeles. |
| Alto          | uintvar         | variable          | Alto de la imagen en píxeles. |
| Datos         | vector de bytes | variable          | Bytes de datos organizados en filas, un bit por pixel. Un pixel negro se representa con un 0, mientras que uno blanco mediante un 1. Cuando la longitud de las filas no es divisible por 8, se rellenan con ceros a la derecha. |

## Ejemplo de un mapa de bits WBMP
Mapa de bits donde n = negro y b = blanco

Fila1 - nbn

Fila2 - bnb

Fila3 - nbn

se convierte en

Byte 1: 00000000 (Tipo WBMP)

Byte 2: 00000000 (Cabecera fija)

Byte 3: 00000011 (Ancho) = 3

Byte 4: 00000011 (Alto) = 3

Byte 5-7: 3 bits para datos y el resto de relleno (8-3=5)
 
Byte 5: 010 00000 (Fila 1)

Byte 6: 101 00000 (Fila 2)

Byte 7: 010 00000 (Fila 3)